# 赫洛拉斯河

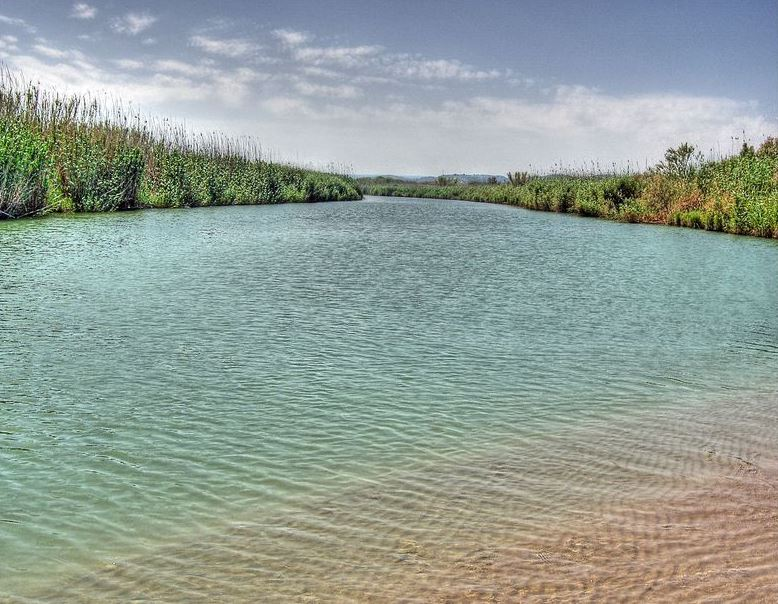

赫洛拉斯河（義大利語：Tellaro fiume）是意大利的河流，位於西西里島東南部，河道全長45公里，流域面積388.94平方公里，發源自賈拉塔納，流經帕拉佐洛阿克雷伊德，最終注入愛奧尼亞海。